# Pemba (Mozambique)
Pemba is een havenstad in Mozambique. Het is de hoofdstad van de provincie Cabo Delgado in Mozambique. De stad ligt aan de zuidkant van de Baai van Pemba (Baia de Pemba). De inwoners van Pemba bestaan vooral uit Makondes en Macuas.
De stad werd in 1904 opgericht door de Niassa Compagnie als Porto Amélia, naar Marie Amélie van Orléans, een van de laatste koninginnen van Portugal. De stad is befaamd vanwege zijn Portugese koloniale architectuur. Aan het eind van de Portugese overheersing in 1975 werd Porto Amélia administratief gewijzigd in Pemba.
In het centrum van Pemba is een authentieke lokale markt, ook wel Souk genoemd, waar naast kunst en handwerk eveneens het traditionele tafelzilver kan worden gekocht.
Aangezien dicht bij de kust een koraalrif ligt, staat Pemba ook bekend als een belangrijke bestemming voor watersporters en duikers.